# Kysta
Kysta (Hongaars: Kiszte) is een Slowaakse gemeente in de regio Košice, en maakt deel uit van het district Trebišov.
Kysta telt 387 inwoners.